# 中甸栒子
中甸栒子（学名：Cotoneaster langei）是蔷薇科栒子属的植物，为中国的特有植物。分布于中国大陆的四川、云南等地，生长于海拔3,000米至3,500米的地区，多生长于高山灌丛和冷杉林边，目前尚未由人工引种栽培。